# Gemeinde Brezovica
Die Gemeinde Brezovica (slowenisch Občina Brezovica) ist eine Nachbargemeinde im Südwesten der  slowenischen Landeshauptstadt Ljubljana. Sie ist Hauptort der Landschaft Laibacher Moor. Das Verwaltungszentrum der 16 Siedlungen umfassenden Gemeinde ist die Ortschaft Brezovica pri Ljubljani.

## Lage
Brezovica ist eine der Gemeinden, die den langsamen Übergang der Julischen Alpen zu den flacheren Gegenden bis hin zur benachbarten, mit der Gemeinde zusammengewachsenen Landeshauptstadt Ljubljana bilden. Geografisch ist die Region vielfältig und umfasst 30 Quadratkilometer  Laibacher Moor, einen Abschnitt des Flusses Ljubljanica, einen Siphon-Karstsee etwas außerhalb von Jezero, und das Rakitna-Plateau mit einem See und 60 Quadratkilometer Wald.

## Ortschaften der Gemeinde
- Brezovica pri Ljubljani (Bresowitz)
- Dolenja Brezovica (Unterbernstein)
- Gorenja Brezovica (Oberbernstein)
- Goricica pod Krimom (Goritschitz in der Oberkrain)
- Jezero (Seedorf in der Oberkrain)
- Kamnik pod Krimom (Stein am Krimberg)
- Notranje Gorice (Niederpuchel)
- Planinca (Alben)
- Plešivica (Gallenstein)
- Podpeč (Unterstein)
- Podplešivica (Moosthal bei Bernstein)
- Preserje (Steitenstetten bei Bernstein)
- Prevalje pod Krimom (Prewole in der Oberkrain)
- Rakitna (Wiesendorf in der Oberkrain)
- Vnanje Gorice (Oberpuchel)
- Žabnica (Froschau in der Krain)

## Sehenswürdigkeiten
- Ljubljana
- Wanderungen in der Umgebung[3]
- Laibacher Moor
- Podpeč-See (Podpeško jezero) bei Jezero: Karstsee am Rande des Laibacher Moors[4]
- Rakitna-See[5]

## Nachbargemeinden
| Log-Dragomer | Dobrova-Polhov Gradec                       | Ljubljana |
| Vrhnika      | Kompassrose, die auf Nachbargemeinden zeigt | Ig        |
| Borovnica    | Cerknica                                    |           |

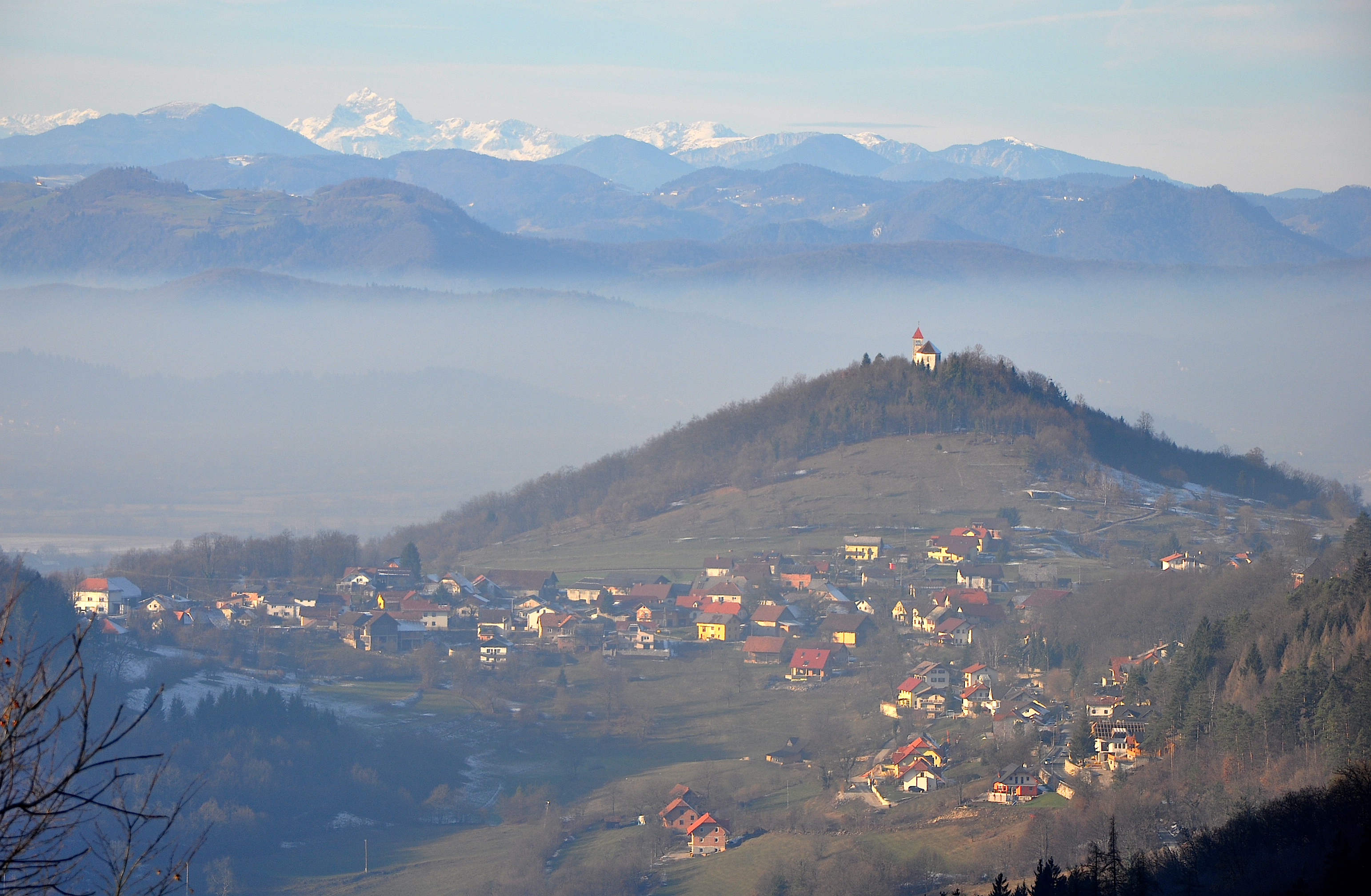
Blick auf Preserje mit Josephkirche, Triglav am Horizont
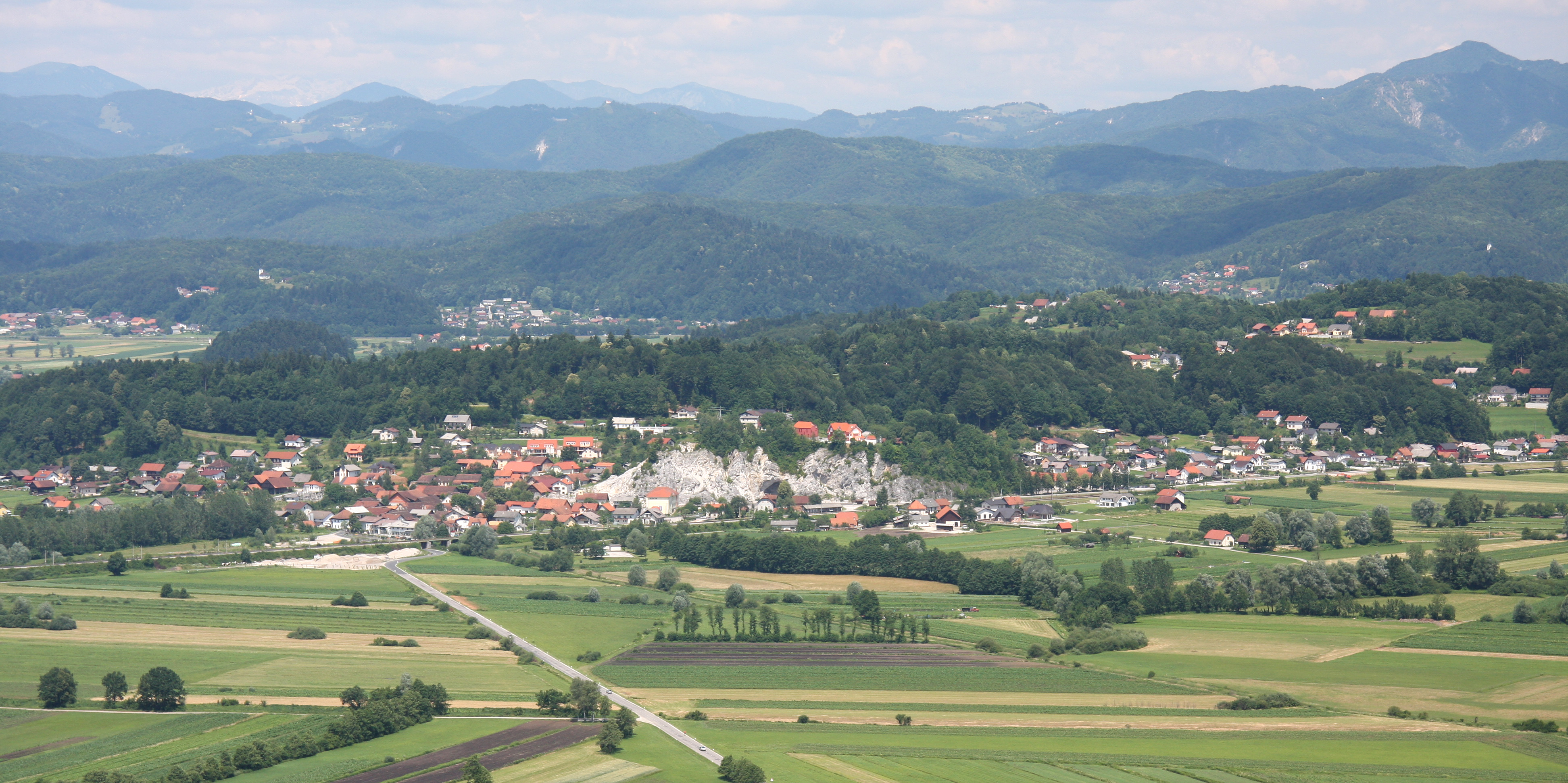
Notranje Gorice
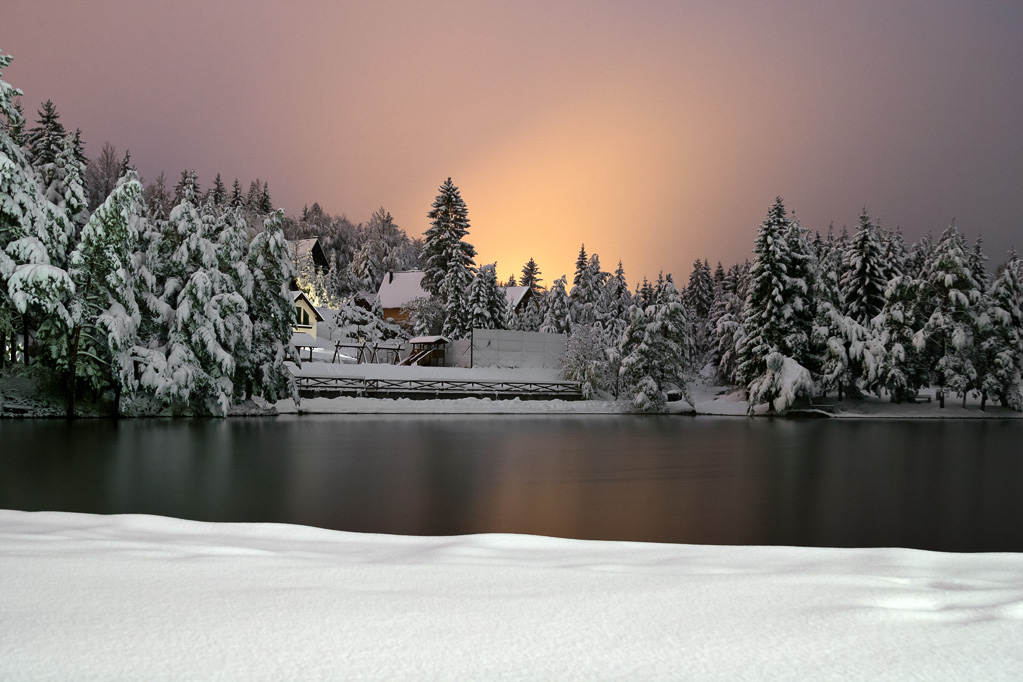
Rakitna-See im Winter
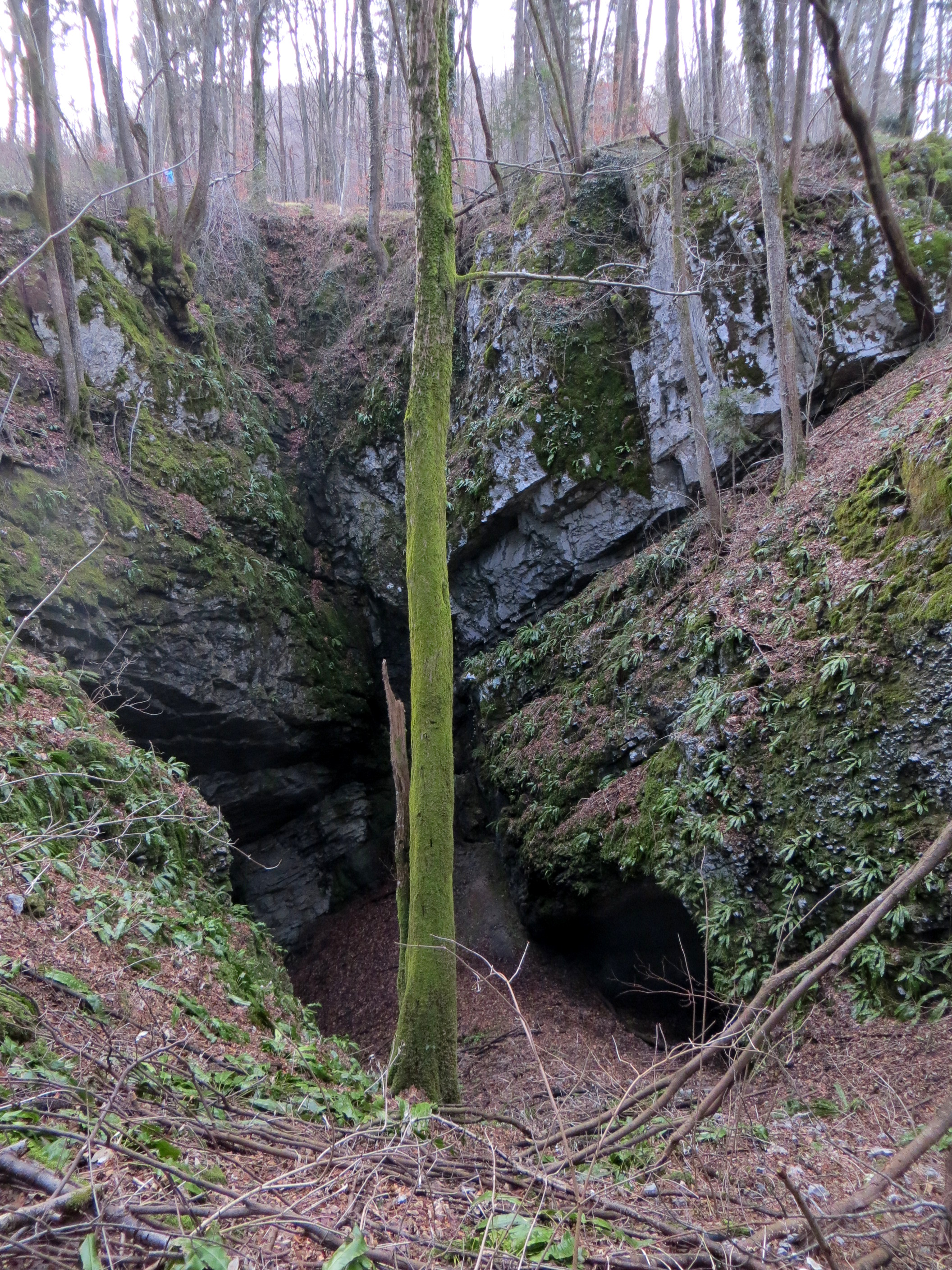
Eingang zum Massengrab von Planinca

## Geschichte
Auf dem Gemeindegebiet wurde ein Massengrab aus der Zeit des Zweiten Weltkriegs gefunden (Grobišče Ledenica pri Planinci). Es liegt bei der Siedlung Planinca südlich von Jezero.